# Adelaide International 2021 - Qualificazioni singolare femminile
Le qualificazioni del singolare dell'Adelaide International 2021 sono un torneo di tennis preliminare per accedere alla fase finale della manifestazione. Le vincitrici dell'ultimo turno sono entrate di diritto nel tabellone principale. In caso di ritiro di una o più giocatrici aventi diritto sono subentrati i Lucky loser, ossia le giocatrici che hanno perso nell'ultimo turno ma che avevano una classifica più alta rispetto alle altre partecipanti che avevano comunque perso nel turno finale.

## Teste di Serie
1. Coco Gauff
2. Bernarda Pera (primo turno)
3. Christina McHale (secondo turno)
4. Madison Brengle
5. Misaki Doi (secondo turno)
6. Jasmine Paolini

1. Wang Yafan (primo turno)
2. Kaja Juvan (secondo turno)
3. Caty McNally (secondo turno)
4. Liudmila Samsonova
5. Astra Sharma (secondo turno)
6. Maddison Inglis

## Qualificate
1. Coco Gauff
2. Madison Brengle
3. Jasmine Paolini

1. Maddison Inglis
2. Liudmila Samsonova
3. Storm Sanders

### Lucky loser
1. Misaki Doi
2. Christina McHale

## Tabellone

### Legenda
| - Q = Qualificato - WC = Wild card - LL = Lucky loser | - ALT = Alternate - SE = Special Exempt - PR = Protected Ranking | - w/o = Walkover - r = Ritirato - d = Squalificato |

### Sezione 1
|  | Primo turno | Primo turno     | Primo turno     | Primo turno | Primo turno |  |  | Secondo turno | Secondo turno | Secondo turno | Secondo turno | Secondo turno |  |
|  |             |                 |                 |             |             |  |  |               |               |               |               |               |  |
|  | 1           | Coco Gauff      | Coco Gauff      | 6           | 6           |  |  |               |               |               |               |               |  |
|  |             | Francesca Jones | Francesca Jones | 1           | 4           |  |  | Coco Gauff    | Coco Gauff    | 3             | 7             | 6             |  |
|  |             | Lizette Cabrera | Lizette Cabrera | 4           | 3           |  |  | Kaja Juvan    | Kaja Juvan    | 6             | 5             | 3             |  |
|  | 8           | Kaja Juvan      | Kaja Juvan      | 6           | 6           |  |  |               |               |               |               |               |  |

### Sezione 2
|  | Primo turno | Primo turno   | Primo turno  | Primo turno | Primo turno |  |  | Secondo turno | Secondo turno | Secondo turno | Secondo turno | Secondo turno |  |
|  |             |               |              |             |             |  |  |               |               |               |               |               |  |
|  | 2           | Bernarda Pera | 2            | 6           | 3           |  |  |               |               |               |               |               |  |
|  | WC          | Storm Sanders | 6            | 4           | 6           |  |  | Storm Sanders | Storm Sanders | Storm Sanders | 6             | 6             |  |
|  |             | Ankita Raina  | Ankita Raina | 1           | 3           |  |  | Caty McNally  | Caty McNally  | Caty McNally  | 2             | 3             |  |
|  | 9           | Caty McNally  | Caty McNally | 6           | 6           |  |  |               |               |               |               |               |  |

### Sezione 3
|  | Primo turno | Primo turno      | Primo turno      | Primo turno | Primo turno |  |  | Secondo turno    | Secondo turno    | Secondo turno | Secondo turno | Secondo turno |  |
|  |             |                  |                  |             |             |  |  |                  |                  |               |               |               |  |
|  | 3           | Christina McHale | Christina McHale | 6           | 6           |  |  |                  |                  |               |               |               |  |
|  | WC          | Ivana Popovic    | Ivana Popovic    | 4           | 4           |  |  | Christina McHale | Christina McHale | 6             | 2             | 1             |  |
|  | WC          | Belinda Woolcock | Belinda Woolcock | 4           | 4           |  |  | Maddison Inglis  | Maddison Inglis  | 4             | 6             | 6             |  |
|  | 12          | Maddison Inglis  | Maddison Inglis  | 6           | 6           |  |  |                  |                  |               |               |               |  |

### Sezione 4
|  | Primo turno | Primo turno     | Primo turno     | Primo turno | Primo turno |  |  | Secondo turno   | Secondo turno   | Secondo turno   | Secondo turno | Secondo turno |  |
|  |             |                 |                 |             |             |  |  |                 |                 |                 |               |               |  |
|  | 4           | Madison Brengle | Madison Brengle | 6           | 6           |  |  |                 |                 |                 |               |               |  |
|  |             | Destanee Aiava  | Destanee Aiava  | 2           | 2           |  |  | Madison Brengle | Madison Brengle | Madison Brengle | 6             | 6             |  |
|  |             | Ellen Perez     | Ellen Perez     | 6           | 6           |  |  | Ellen Perez     | Ellen Perez     | Ellen Perez     | 3             | 2             |  |
|  | 7           | Wang Yafan      | Wang Yafan      | 1           | 4           |  |  |                 |                 |                 |               |               |  |

### Sezione 5
|  | Primo turno | Primo turno        | Primo turno        | Primo turno | Primo turno |  |  | Secondo turno      | Secondo turno      | Secondo turno      | Secondo turno | Secondo turno |  |
|  |             |                    |                    |             |             |  |  |                    |                    |                    |               |               |  |
|  | 5           | Misaki Doi         | Misaki Doi         | 7           | 6           |  |  |                    |                    |                    |               |               |  |
|  |             | Arina Rodionova    | Arina Rodionova    | 5           | 1           |  |  | Misaki Doi         | Misaki Doi         | Misaki Doi         | 6             | 3             |  |
|  | WC          | Kimberly Birrell   | Kimberly Birrell   | 3           | 2           |  |  | Liudmila Samsonova | Liudmila Samsonova | Liudmila Samsonova | 7             | 6             |  |
|  | 10          | Liudmila Samsonova | Liudmila Samsonova | 6           | 6           |  |  |                    |                    |                    |               |               |  |

### Sezione 6
|  | Primo turno | Primo turno     | Primo turno | Primo turno | Primo turno |  |  | Secondo turno   | Secondo turno   | Secondo turno | Secondo turno | Secondo turno |  |
|  |             |                 |             |             |             |  |  |                 |                 |               |               |               |  |
|  | 6           | Jasmine Paolini | 4           | 6           | 7           |  |  |                 |                 |               |               |               |  |
|  |             | Asia Muhammad   | 6           | 3           | 6(3)        |  |  | Jasmine Paolini | Jasmine Paolini | 3             | 6             | 6             |  |
|  |             | Lesia Tsurenko  | 4           | 6           | 1           |  |  | Astra Sharma    | Astra Sharma    | 6             | 2             | 1             |  |
|  | 11          | Astra Sharma    | 6           | 4           | 6           |  |  |                 |                 |               |               |               |  |